# Campionati cechi di ski cross 2018
I Campionati cechi di ski cross 2018 si sono svolti a Plešivec, in Slovacchia, il 25 marzo. Il programma ha incluso sia la gara femminile che la gara maschile. 
Trattandosi di competizioni valide anche ai fini del punteggio FIS, vi hanno partecipato anche sciatori di altre federazioni, senza che questo consentisse loro di concorrere al titolo nazionale ceco.

## Risultati

### Uomini
| Pos. | Atleta      | Nazione   |
| ---- | ----------- | --------- |
| 1    | Karel Lank  | Rep. Ceca |
| 2    | Radim Palan | Rep. Ceca |
| 3    | Jiri Cech   | Rep. Ceca |
| 4    | Vit Jurica  | Rep. Ceca |

### Donne
| Pos. | Atleta         | Nazione    |
| ---- | -------------- | ---------- |
| 1    | Nikol Kučerová | Rep. Ceca  |
| 2    | Jitka Ďulajová | Rep. Ceca  |
| 3    | Anna Turčinová | Rep. Ceca  |
| 4    | Nikola Fričová | Slovacchia |